# Grand Prix-wegrace van Frankrijk
De Grand Prix van Frankrijk voor motorfietsen is een motorsportrace die in 1912 voor het eerst werd verreden en sinds 1951 meetelt voor het wereldkampioenschap wegrace. Het evenement vindt plaats op het Circuit de la Sarthe nabij Le Mans.

## Geschiedenis

### Voor de Eerste Wereldoorlog
De eerste Grand Prix de France werd op 26 augustus 1912 door de  Motocycles Club de France (MCF) georganiseerd. De Automobile Club de France (ACF) en de Britse Auto-Cycle Union (ACU), die toentertijd als leidende instantie voor de organisatie van motorsport-evenementen golden, bekeken deze race en de in hun ogen slechte organisatie met grote argwaan en sanctioneerden aansluitend de deelnemende coureurs. Het bereden parcours had een lengte van ongeveer 30 km en verliep tussen Fontainebleau, Arbonne-la-Forêt, Achères-la-Forêt en Ury. De race werd over 15 ronden verreden en de Brit Oliver Godfrey op Indian werd winnaar. Ook in 1913 en 1914 werd de race verreden.
In 1913 organiseerde de ACF in Amiens voor het eerst de Grand Prix van Frankrijk voor automobielen en organiseerde daarbij onder de naam Grand Prix de Picardie ook een race voor motorfietsen, de als eerste „echte“ Franse Grand Prix-wegrace wordt gezien. In aansluiting werd de Union Motocycliste de France (U.M.F.) opgericht, die hun motor-Grand-Prix op 15 augustus 1914 in Le Mans wilde laten verrijden. De race werd echter wegens het uitbreken van de Eerste Wereldoorlog afgezegd.

### Tussen de twee wereldoorlogen
In mei 1920 organiseerde de MCF wederom een Grote Prijs van Frankrijk  in Fontainebleau. In augustus organiseerde de UMF de eerste Grand Prix de l'UMF in Le Mans. Tot en met 1936 werden beide races jaarlijks afzonderlijk verreden. De internationaal hogere status had daarbij de Grote Prijs van de UMF, die in 1931 in Autodrome de Linas-Montlhéry de VIII. Grote Prijs van de F.I.C.M. organiseerde, waarbij werd gestreden om het Europees Kampioenschap.
In 1937 werd ter ere van de wereldtentoonstelling, die datzelfde jaar in Parijs plaatsvond, in Montlhéry de Grand Prix de l'Exposition verrede. De race werd door de MCF onder beschermheerschap van de UMF georganiseerd en verenigde voor het eerst beide Grands Prix. De klassen 175- en 250 cc werden als 21ème GP de France (MCF) verreden, de klassen 350- en 500 cc vormden de 17ème GP de l'UMF.
In het jaar 1938 behoorde de 18e en laatste Grand Prix van de UMF tot het voor het eerst uit meerdere wedstrijden bestaanden Europees Kampioenschap wegrace.  De Grand Prix van Frankrijk van de MCF werd niet meer verreden. In het volgende jaar vond de Grote Prijs van Frankrijk op het circuit Reims-Gueux plaats. Daarna stopten de raceactiviteiten wegens het uitbreken van de Tweede Wereldoorlog.

### Na de Tweede Wereldoorlog

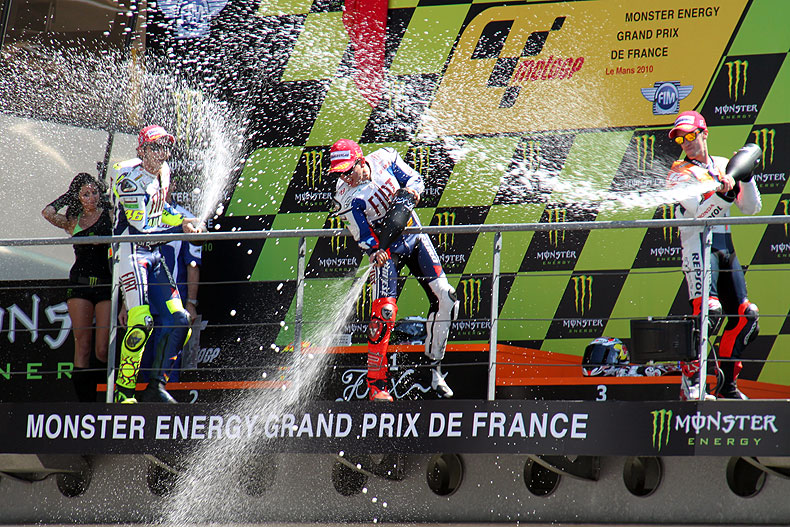
Podium van de MotoGP 2010: Valentino Rossi, Jorge Lorenzo en Andrea Dovizioso

Op 15 mei 1946 ontstond uit de UMF de Fédération Française de Motocyclisme (FFM). De eerste Grand Prix van Frankrijk na de Tweede Wereldoorlog werd in 1949 op het Circuit du Comminges in Saint-Gaudens verreden, hoorde echter nog niet tot het nieuw in het leven geroepen wereldkampioenschap wegrace. In 1950 zou de race ook daar plaatsvinden, maar werd echter om onbekende redenen afgeblazen.
In het jaar 1951 telde de race voor het eerst mee voor het wereldkampioenschap. Hij vond op het Circuit d’Albi plaats en werd in vier klassen verreden. In de training van de 250 cc-klasse verongelukte daarbij de 250 cc-wereldkampioen van het seizoen 1950, de Italiaan Dario Ambrosini zwaar en stierf korte tijd later aan zijn verwondingen. In 1952 telde de Grand Prix niet mee voor het WK. Tussen 1953 en 1955 had hij wederom de WK-status. In 1956 werd de race wegens het Ongeval van Le Mans 1955 niet verreden en in 1957 moest hij wegens brandstofschaarste als gevolg van de Suezcrisis afgezegd worden. Nadat de Grand Prix in 1958 niet meetelde voor het WK, behoort hij sindsdien ononderbroken tot het wereldkampioenschap.
In het jaar 1968 werd de in Clermont-Ferrand voorziene race wegens de Parijse studentenrevolte afgezegd. In 1973 en 1993 vond eveneens geen Grand Prix van Frankrijk plaats.

## Statistiek

### 1920 tot 1939
Races met gele achtergrond werden verreden in het kader van het Europees kampioenschap wegrace
| 1  | 1920 | 1er Grand Prix de l'UMF    | 1er Grand Prix de l'UMF          | Le Mans       | 250 cc      | Marcel Mourier (Thomann)                 |             |  |
| 1  | 1920 | 1er Grand Prix de l'UMF    | 1er Grand Prix de l'UMF          | Le Mans       | 350 cc      | Kenelm Bartlett (Verus)                  |             |  |
| 1  | 1920 | 1er Grand Prix de l'UMF    | 1er Grand Prix de l'UMF          | Le Mans       | 500 cc      | Georges Jolly (Alcyon)                   |             |  |
|    |      |                            |                                  |               |             |                                          |             |  |
| 2  | 1921 | 2ème Grand Prix de l'UMF   | 2ème Grand Prix de l'UMF         | Le Mans       | 250 cc      | Vernisse (Yvel-JAP)                      |             |  |
| 2  | 1921 | 2ème Grand Prix de l'UMF   | 2ème Grand Prix de l'UMF         | Le Mans       | 350 cc      | Paul Meunier (Alcyon)                    |             |  |
| 2  | 1921 | 2ème Grand Prix de l'UMF   | 2ème Grand Prix de l'UMF         | Le Mans       | 500 cc      | Alec Bennett (Sunbeam)                   |             |  |
|    |      |                            |                                  |               |             |                                          |             |  |
| 3  | 1922 | 3ème Grand Prix de l'UMF   | 3ème Grand Prix de l'UMF         | Straatsburg   | 250 cc      | Geoff Davison (Levis)                    |             |  |
| 3  | 1922 | 3ème Grand Prix de l'UMF   | 3ème Grand Prix de l'UMF         | Straatsburg   | 350 cc      | Erminio Visioli (Garelli)                |             |  |
| 3  | 1922 | 3ème Grand Prix de l'UMF   | 3ème Grand Prix de l'UMF         | Straatsburg   | 500 cc      | Alec Bennett (Sunbeam)                   |             |  |
|    |      |                            |                                  |               |             |                                          |             |  |
| 4  | 1923 | 4ème Grand Prix de l'UMF   | 4ème Grand Prix de l'UMF         | Tours         | 250 cc      | Geoff Davison (Levis)                    |             |  |
| 4  | 1923 | 4ème Grand Prix de l'UMF   | 4ème Grand Prix de l'UMF         | Tours         | 350 cc      | Frank Longman (AJS)                      |             |  |
| 4  | 1923 | 4ème Grand Prix de l'UMF   | 4ème Grand Prix de l'UMF         | Tours         | 500 cc      | Jim Whalley (Douglas)                    |             |  |
|    |      |                            |                                  |               |             |                                          |             |  |
| 5  | 1924 | 5ème Grand Prix de l'UMF   | 5ème Grand Prix de l'UMF         | Lyon          | 175 cc      | Albert Sourdot (Monet-Goyon)             |             |  |
| 5  | 1924 | 5ème Grand Prix de l'UMF   | 5ème Grand Prix de l'UMF         | Lyon          | 250 cc      | Paul Meunier (Thomann)                   |             |  |
| 5  | 1924 | 5ème Grand Prix de l'UMF   | 5ème Grand Prix de l'UMF         | Lyon          | 350 cc      | Frank Longman (AJS)                      |             |  |
| 5  | 1924 | 5ème Grand Prix de l'UMF   | 5ème Grand Prix de l'UMF         | Lyon          | 500 cc      | Alec Bennett (Norton)                    |             |  |
|    |      |                            |                                  |               |             |                                          |             |  |
| 6  | 1925 | 6ème Grand Prix de l'UMF   | 6ème Grand Prix de l'UMF         | Montlhéry     | 175 cc      | Albert Sourdot (Monet-Goyon)             |             |  |
| 6  | 1925 | 6ème Grand Prix de l'UMF   | 6ème Grand Prix de l'UMF         | Montlhéry     | 250 cc      | Jean Roland (Terrot)                     |             |  |
| 6  | 1925 | 6ème Grand Prix de l'UMF   | 6ème Grand Prix de l'UMF         | Montlhéry     | 350 cc      | J. Stevens (AJS)                         |             |  |
| 6  | 1925 | 6ème Grand Prix de l'UMF   | 6ème Grand Prix de l'UMF         | Montlhéry     | 500 cc      | Jimmie Simpson (Sunbeam)                 |             |  |
|    |      |                            |                                  |               |             |                                          |             |  |
| 7  | 1926 | 7ème Grand Prix de l'UMF   | 7ème Grand Prix de l'UMF         | Straatsburg   | 175 cc      | Lucien Lemasson (Thomann)                |             |  |
| 7  | 1926 | 7ème Grand Prix de l'UMF   | 7ème Grand Prix de l'UMF         | Straatsburg   | 250 cc      | Syd Crabtree (Crabtree-JAP)              |             |  |
| 7  | 1926 | 7ème Grand Prix de l'UMF   | 7ème Grand Prix de l'UMF         | Straatsburg   | 350 cc      | Jean Roland (Terrot)                     |             |  |
| 7  | 1926 | 7ème Grand Prix de l'UMF   | 7ème Grand Prix de l'UMF         | Straatsburg   | 500 cc      | Alec Bennett (Norton)                    |             |  |
|    |      |                            |                                  |               |             |                                          |             |  |
| 8  | 1927 | 8ème Grand Prix de l'UMF   | 8ème Grand Prix de l'UMF         | Saint-Gaudens | 175 cc      | Albert Sourdot (Monet-Goyon)             |             |  |
| 8  | 1927 | 8ème Grand Prix de l'UMF   | 8ème Grand Prix de l'UMF         | Saint-Gaudens | 250 cc      | Syd Crabtree (Crabtree-JAP)              |             |  |
| 8  | 1927 | 8ème Grand Prix de l'UMF   | 8ème Grand Prix de l'UMF         | Saint-Gaudens | 350 cc      | Frank Longman (Velocette)                |             |  |
| 8  | 1927 | 8ème Grand Prix de l'UMF   | 8ème Grand Prix de l'UMF         | Saint-Gaudens | 500 cc      | Joe Craig (Norton)                       |             |  |
|    |      |                            |                                  |               |             |                                          |             |  |
| 9  | 1928 | 9ème Grand Prix de l'UMF   | 9ème Grand Prix de l'UMF         | Bordeaux      | 175 cc      | Marcel Jolly (Alcyon)                    |             |  |
| 9  | 1928 | 9ème Grand Prix de l'UMF   | 9ème Grand Prix de l'UMF         | Bordeaux      | 250 cc      | Syd Crabtree (Excelsior)                 |             |  |
| 9  | 1928 | 9ème Grand Prix de l'UMF   | 9ème Grand Prix de l'UMF         | Bordeaux      | 350 cc      | Geen van de deelnemers haalde de finish. |             |  |
| 9  | 1928 | 9ème Grand Prix de l'UMF   | 9ème Grand Prix de l'UMF         | Bordeaux      | 500 cc      | Stanley Woods (Norton)                   |             |  |
|    |      |                            |                                  |               |             |                                          |             |  |
| 10 | 1929 | 10ème Grand Prix de l'UMF  | 10ème Grand Prix de l'UMF        | Le Mans       | 175 cc      | Albert Sourdot (Monet-Goyon)             |             |  |
| 10 | 1929 | 10ème Grand Prix de l'UMF  | 10ème Grand Prix de l'UMF        | Le Mans       | 250 cc      | Syd Crabtree (Excelsior)                 |             |  |
| 10 | 1929 | 10ème Grand Prix de l'UMF  | 10ème Grand Prix de l'UMF        | Le Mans       | 350 cc      | Freddie Hicks (Velocette)                |             |  |
| 10 | 1929 | 10ème Grand Prix de l'UMF  | 10ème Grand Prix de l'UMF        | Le Mans       | 500 cc      | Charlie Dodson (Sunbeam)                 |             |  |
|    |      |                            |                                  |               |             |                                          |             |  |
| 11 | 1930 | 11ème Grand Prix de l'UMF  | 11ème Grand Prix de l'UMF        | Pau           | 175 cc      | Eric Fernihough (Excelsior)              |             |  |
| 11 | 1930 | 11ème Grand Prix de l'UMF  | 11ème Grand Prix de l'UMF        | Pau           | 250 cc      | Ted Mellors (New Imperial)               |             |  |
| 11 | 1930 | 11ème Grand Prix de l'UMF  | 11ème Grand Prix de l'UMF        | Pau           | 350 cc      | Freddie Hicks (Velocette)                |             |  |
| 11 | 1930 | 11ème Grand Prix de l'UMF  | 11ème Grand Prix de l'UMF        | Pau           | 500 cc      | Stanley Woods (Norton)                   |             |  |
|    |      |                            |                                  |               |             |                                          |             |  |
| 12 | 1931 | 12ème Grand Prix de l'UMF  | 12ème Grand Prix de l'UMF        | Montlhéry     | 175 cc      | Eric Fernihough (Excelsior)              |             |  |
| 12 | 1931 | 12ème Grand Prix de l'UMF  | 12ème Grand Prix de l'UMF        | Montlhéry     | 250 cc      | Graham Walker (Rudge)                    |             |  |
| 12 | 1931 | 12ème Grand Prix de l'UMF  | 12ème Grand Prix de l'UMF        | Montlhéry     | 350 cc      | Ernie Nott (Rudge)                       |             |  |
| 12 | 1931 | 12ème Grand Prix de l'UMF  | 12ème Grand Prix de l'UMF        | Montlhéry     | 500 cc      | Percy "Tim" Hunt (Norton)                |             |  |
|    |      |                            |                                  |               |             |                                          |             |  |
| 13 | 1932 | 13ème Grand Prix de l'UMF  | 13ème Grand Prix de l'UMF        | Reims         | 175 cc      | Eric Fernihough (Excelsior)              |             |  |
| 13 | 1932 | 13ème Grand Prix de l'UMF  | 13ème Grand Prix de l'UMF        | Reims         | 250 cc      | Leo Davenport (New Imperial)             |             |  |
| 13 | 1932 | 13ème Grand Prix de l'UMF  | 13ème Grand Prix de l'UMF        | Reims         | 350 cc      | Jimmie Simpson (Norton)                  |             |  |
| 13 | 1932 | 13ème Grand Prix de l'UMF  | 13ème Grand Prix de l'UMF        | Reims         | 500 cc      | Stanley Woods (Norton)                   |             |  |
|    |      |                            |                                  |               |             |                                          |             |  |
| 14 | 1933 | 14ème Grand Prix de l'UMF  | 14ème Grand Prix de l'UMF        | Dieppe        | 175 cc      | Eric Fernihough (Excelsior)              |             |  |
| 14 | 1933 | 14ème Grand Prix de l'UMF  | 14ème Grand Prix de l'UMF        | Dieppe        | 250 cc      | Charlie Manders (Rudge)                  |             |  |
| 14 | 1933 | 14ème Grand Prix de l'UMF  | 14ème Grand Prix de l'UMF        | Dieppe        | 350 cc      | Jimmie Simpson (Norton)                  |             |  |
| 14 | 1933 | 14ème Grand Prix de l'UMF  | 14ème Grand Prix de l'UMF        | Dieppe        | 500 cc      | Percy "Tim" Hunt (Norton)                |             |  |
|    |      |                            |                                  |               |             |                                          |             |  |
|    | 1934 |                            |                                  | Carcassone    | Geannuleerd | Geannuleerd                              | Geannuleerd |  |
|    |      |                            |                                  |               |             |                                          |             |  |
| 15 | 1935 | 15ème Grand Prix de l'UMF  | 15ème Grand Prix de l'UMF        | Montlhéry     | 175 cc      | Jean Térigi (MM)                         |             |  |
| 15 | 1935 | 15ème Grand Prix de l'UMF  | 15ème Grand Prix de l'UMF        | Montlhéry     | 250 cc      | Ove Lambert-Meuller (Husqvarna)          |             |  |
| 15 | 1935 | 15ème Grand Prix de l'UMF  | 15ème Grand Prix de l'UMF        | Montlhéry     | 350 cc      | Carl Bagenholm (Husqvarna)               |             |  |
| 15 | 1935 | 15ème Grand Prix de l'UMF  | 15ème Grand Prix de l'UMF        | Montlhéry     | 500 cc      | René Milhoux (FN)                        |             |  |
|    |      |                            |                                  |               |             |                                          |             |  |
| 16 | 1936 | 16ème Grand Prix de l'UMF  | 16ème Grand Prix de l'UMF        | Saint-Gaudens | 175 cc      | Henri Nougier (Magnat-Debon)             |             |  |
| 16 | 1936 | 16ème Grand Prix de l'UMF  | 16ème Grand Prix de l'UMF        | Saint-Gaudens | 250 cc      | Georges Monneret (Prester-Jonghi)        |             |  |
| 16 | 1936 | 16ème Grand Prix de l'UMF  | 16ème Grand Prix de l'UMF        | Saint-Gaudens | 350 cc      | Ted Mellors (Velocette)                  |             |  |
| 16 | 1936 | 16ème Grand Prix de l'UMF  | 16ème Grand Prix de l'UMF        | Saint-Gaudens | 500 cc      | Ragnar Sunnqvist (Husqvarna)             |             |  |
|    |      |                            |                                  |               |             |                                          |             |  |
| 17 | 1937 | Grand Prix de l'Exposition | 21ème Grand Prix de France (MCF) | Montlhéry     | 175 cc      | Gaston Barbé (MM)                        |             |  |
| 17 | 1937 | Grand Prix de l'Exposition | 21ème Grand Prix de France (MCF) | Montlhéry     | 250 cc      | Roger Loyer (Prester-Jonghi)             |             |  |
| 17 | 1937 | Grand Prix de l'Exposition | 17ème Grand Prix de l'UMF        | Montlhéry     | 350 cc      | Ted Mellors (Velocette)                  |             |  |
| 17 | 1937 | Grand Prix de l'Exposition | 17ème Grand Prix de l'UMF        | Montlhéry     | 500 cc      | Ted Mellors (Velocette)                  |             |  |
|    |      |                            |                                  |               |             |                                          |             |  |
| 18 | 1938 | 18ème Grand Prix de l'UMF  | 18ème Grand Prix de l'UMF        | Nizza         | 175 cc      | Bernhard Petruschke (DKW)                |             |  |
| 18 | 1938 | 18ème Grand Prix de l'UMF  | 18ème Grand Prix de l'UMF        | Nizza         | 250 cc      | Ewald Kluge (DKW)                        |             |  |
| 18 | 1938 | 18ème Grand Prix de l'UMF  | 18ème Grand Prix de l'UMF        | Nizza         | 350 cc      | Roger Loyer (Velocette)                  |             |  |
| 18 | 1938 | 18ème Grand Prix de l'UMF  | 18ème Grand Prix de l'UMF        | Nizza         | 500 cc      | Georges Cordey (Norton)                  |             |  |
|    |      |                            |                                  |               |             |                                          |             |  |
| 19 | 1939 | Grand Prix de France       | Grand Prix de France             | Reims         | 175 cc      | Henri Nougier (Magnat-Debon)             |             |  |
| 19 | 1939 | Grand Prix de France       | Grand Prix de France             | Reims         | 250 cc      | Ewald Kluge (DKW)                        |             |  |
| 19 | 1939 | Grand Prix de France       | Grand Prix de France             | Reims         | 350 cc      | Heiner Fleischmann (DKW)                 |             |  |
| 19 | 1939 | Grand Prix de France       | Grand Prix de France             | Reims         | 500 cc      | John White (Norton)                      |             |  |

### 1949 tot 1972
Races met rode achtergrond telden niet mee voor het Wereldkampioenschap wegrace
| Editie | Seizoen | Circuit          | Klasse         | Winnaar                         | Tweede                          | Derde                           | Snelste ronde                                          |                |  |
| ------ | ------- | ---------------- | -------------- | ------------------------------- | ------------------------------- | ------------------------------- | ------------------------------------------------------ | -------------- |  |
| 20     | 1949    | Saint-Gaudens    | 250 cc         | Fergus Anderson (Moto Guzzi)    |                                 |                                 |                                                        |                |  |
| 20     | 1949    | Saint-Gaudens    | 350 cc         | David Whitworth (Velocette)     |                                 |                                 |                                                        |                |  |
| 20     | 1949    | Saint-Gaudens    | 500 cc         | Leslie Graham (AJS)             |                                 |                                 |                                                        |                |  |
|        |         |                  |                |                                 |                                 |                                 |                                                        |                |  |
|        | 1950    | Saint-Gaudens    | Geannuleerd    | Geannuleerd                     | Geannuleerd                     | Geannuleerd                     | Geannuleerd                                            |                |  |
|        |         |                  |                |                                 |                                 |                                 |                                                        |                |  |
| 21     | 1951    | Albi             | 250 cc         | Bruno Ruffo (Moto Guzzi)        | Gianni Leoni (Moto Guzzi)       | Tommy Wood (Moto Guzzi)         | Bruno Ruffo (Moto Guzzi)                               |                |  |
| 21     | 1951    | Albi             | 350 cc         | Geoff Duke (Norton)             | Jack Brett (Norton)             | William Doran (Norton)          | William Doran (Norton)                                 |                |  |
| 21     | 1951    | Albi             | 500 cc         | Alfredo Milani (Gilera)         | William Doran (AJS)             | Nello Pagani (Gilera)           | Alfredo Milani (Gilera)                                |                |  |
| 21     | 1951    | Albi             | Zijspan        | Oliver / Dobelli (Norton)       | Frigerio / Ricotti (Gilera)     | Murit / Emo (Norton)            | Oliver / Dobelli (Norton) Frigerio / Ricotti (Gilera)  |                |  |
|        |         |                  |                |                                 |                                 |                                 |                                                        |                |  |
| 22     | 1952    | Albi             | 175 cc         | Georges Burgraff (MV Agusta)    |                                 |                                 |                                                        |                |  |
| 22     | 1952    | Albi             | 250 cc         | Fergus Anderson (Moto Guzzi)    |                                 |                                 |                                                        |                |  |
| 22     | 1952    | Albi             | 350 cc         | Jack Brett (Norton)             |                                 |                                 |                                                        |                |  |
| 22     | 1952    | Albi             | 500 cc         | Jack Brett (Norton)             |                                 |                                 |                                                        |                |  |
| 22     | 1952    | Albi             | Zijspan        | Oliver / Brugraff (Norton)      |                                 |                                 |                                                        |                |  |
|        |         |                  |                |                                 |                                 |                                 |                                                        |                |  |
| 23     | 1953    | Rouen            | 350 cc         | Fergus Anderson (Moto Guzzi)    | Pierre Monneret (AJS)           | Enrico Lorenzetti (Moto Guzzi)  | Ray Amm (Norton)                                       |                |  |
| 23     | 1953    | Rouen            | 500 cc         | Geoff Duke (Gilera)             | Reg Armstrong (Gilera)          | Alfredo Milani (Gilera)         | Reg Armstrong (Gilera)                                 |                |  |
| 23     | 1953    | Rouen            | Zijspan        | Oliver / Dibben (Norton)        | Smith / Nutt (Norton)           | Haldemann / Albisser (Norton)   | Oliver / Dibben (Norton)                               |                |  |
|        |         |                  |                |                                 |                                 |                                 |                                                        |                |  |
| 24     | 1954    | Reims            | 250 cc         | Werner Haas (NSU)               | Hermann Paul Müller (NSU)       | Rupert Hollaus (NSU)            | Hermann Paul Müller (NSU)                              |                |  |
| 24     | 1954    | Reims            | 350 cc         | Pierre Monneret (AJS)           | Auguste Goffin (Norton)         | Bob Matthews (Velocette)        | Pierre Monneret (AJS)                                  |                |  |
| 24     | 1954    | Reims            | 500 cc         | Pierre Monneret (Gilera)        | Alfredo Milani (Gilera)         | Jacques Collot (Norton)         | Pierre Monneret (Gilera)                               |                |  |
|        |         |                  |                |                                 |                                 |                                 |                                                        |                |  |
| 25     | 1955    | Reims            | 125 cc         | Carlo Ubbiali (MV Agusta)       | Luigi Taveri (MV Agusta)        | Giuseppe Lattanzi (FB Mondial)  | Romolo Ferri (FB Mondial)                              |                |  |
| 25     | 1955    | Reims            | 350 cc         | Duilio Agostini (Moto Guzzi)    | Dickie Dale (Moto Guzzi)        | Roberto Colombo (Moto Guzzi)    | Duilio Agostini (Moto Guzzi)                           |                |  |
| 25     | 1955    | Reims            | 500 cc         | Geoff Duke (Gilera)             | Libero Liberati (Gilera)        | Reg Armstrong (Gilera)          | Geoff Duke (Gilera)                                    |                |  |
|        |         |                  |                |                                 |                                 |                                 |                                                        |                |  |
|        | 1956    | Geen wedstrijd   | Geen wedstrijd | Geen wedstrijd                  | Geen wedstrijd                  | Geen wedstrijd                  | Geen wedstrijd                                         | Geen wedstrijd |  |
|        |         |                  |                |                                 |                                 |                                 |                                                        |                |  |
|        | 1957    | Montlhéry        | Geannuleerd    | Geannuleerd                     | Geannuleerd                     | Geannuleerd                     | Geannuleerd                                            |                |  |
|        |         |                  |                |                                 |                                 |                                 |                                                        |                |  |
| 26     | 1958    | Pau              | 350 cc         | Jacques Collot (Norton)         |                                 |                                 |                                                        |                |  |
| 26     | 1958    | Pau              | 500 cc         | Jacques Collot (Norton)         |                                 |                                 |                                                        |                |  |
| 26     | 1958    | Pau              | Zijspan        | Helmut Fath / Rudolf (BMW)      |                                 |                                 |                                                        |                |  |
|        |         |                  |                |                                 |                                 |                                 |                                                        |                |  |
| 27     | 1959    | Clermont-Ferrand | 350 cc         | John Surtees (MV Agusta)        | Gary Hocking (Norton)           | John Hartle (MV Agusta)         | John Surtees (MV Agusta)                               |                |  |
| 27     | 1959    | Clermont-Ferrand | 500 cc         | John Surtees (MV Agusta)        | Remo Venturi (MV Agusta)        | Gary Hocking (Norton)           | John Surtees (MV Agusta)                               |                |  |
| 27     | 1959    | Clermont-Ferrand | Zijspan        | Scheidegger / Burkhardt (BMW)   | Schneider / Strauß (BMW)        | Strub / Siffert (BMW)           | Scheidegger / Burkhardt (BMW)                          |                |  |
|        |         |                  |                |                                 |                                 |                                 |                                                        |                |  |
| 28     | 1960    | Clermont-Ferrand | 350 cc         | Gary Hocking (MV Agusta)        | František Šťastný (Jawa)        | John Surtees (MV Agusta)        | John Surtees (MV Agusta)                               |                |  |
| 28     | 1960    | Clermont-Ferrand | 500 cc         | John Surtees (MV Agusta)        | Remo Venturi (MV Agusta)        | Bob Brown (Norton)              | John Surtees (MV Agusta)                               |                |  |
| 28     | 1960    | Clermont-Ferrand | Zijspan        | Helmut Fath / Wohlgemuth (BMW)  | Scheidegger / Burkhardt (BMW)   | Camathias / Chisnell (BMW)      | Helmut Fath / Wohlgemuth (BMW)                         |                |  |
|        |         |                  |                |                                 |                                 |                                 |                                                        |                |  |
| 29     | 1961    | Clermont-Ferrand | 50 cc          | Jean-Claude Serre (Itom)        |                                 |                                 |                                                        |                |  |
| 29     | 1961    | Clermont-Ferrand | 125 cc         | Tom Phillis (Honda)             | Ernst Degner (MZ)               | Jim Redman (Honda)              | Tom Phillis (Honda) Ernst Degner (MZ)                  |                |  |
| 29     | 1961    | Clermont-Ferrand | 250 cc         | Tom Phillis (Honda)             | Mike Hailwood (Honda)           | Kunimitsu Takahashi (Honda)     | Gary Hocking (MV Agusta)                               |                |  |
| 29     | 1961    | Clermont-Ferrand | 500 cc         | Gary Hocking (MV Agusta)        | Mike Hailwood (Norton)          | Antoine Paba (Norton)           | Gary Hocking (MV Agusta)                               |                |  |
| 29     | 1961    | Clermont-Ferrand | Zijspan        | Scheidegger / Burkhardt (BMW)   | Deubel / Hörner (BMW)           | Strub / Huber (BMW)             | Scheidegger / Burkhardt (BMW)                          |                |  |
|        |         |                  |                |                                 |                                 |                                 |                                                        |                |  |
| 30     | 1962    | Clermont-Ferrand | 50 cc          | Jan Huberts (Kreidler)          | Kunimitsu Takahashi (Honda)     | Luigi Taveri (Honda)            | Jan Huberts (Kreidler)                                 |                |  |
| 30     | 1962    | Clermont-Ferrand | 125 cc         | Kunimitsu Takahashi (Honda)     | Jim Redman (Honda)              | Tommy Robb (Honda)              | Kunimitsu Takahashi (Honda)                            |                |  |
| 30     | 1962    | Clermont-Ferrand | 250 cc         | Jim Redman (Honda)              | Bob McIntyre (Honda)            | Tom Phillis (Honda)             | Tom Phillis (Honda)                                    |                |  |
| 30     | 1962    | Clermont-Ferrand | Zijspan        | Deubel / Hörner (BMW)           | Camathias / Burkhardt (BMW)     | Vincent / Bliss (BSA)           | Camathias / Burkhardt (BMW)                            |                |  |
|        |         |                  |                |                                 |                                 |                                 |                                                        |                |  |
| 31     | 1963    | Clermont-Ferrand | 50 cc          | Hans Georg Anscheidt (Kreidler) | Ernst Degner (Suzuki)           | Michio Ichino (Suzuki)          | Hans Georg Anscheidt (Kreidler)                        |                |  |
| 31     | 1963    | Clermont-Ferrand | 125 cc         | Hugh Anderson (Suzuki)          | Jim Redman (Honda)              | Luigi Taveri (Honda)            | Hugh Anderson (Suzuki)                                 |                |  |
| 31     | 1963    | Clermont-Ferrand | 250 cc         | Geannuleerd                     | Geannuleerd                     | Geannuleerd                     | Geannuleerd                                            |                |  |
| 31     | 1963    | Clermont-Ferrand | Zijspan        | Geannuleerd                     | Geannuleerd                     | Geannuleerd                     | Geannuleerd                                            |                |  |
|        |         |                  |                |                                 |                                 |                                 |                                                        |                |  |
| 32     | 1964    | Clermont-Ferrand | 50 cc          | Hugh Anderson (Suzuki)          | Hans Georg Anscheidt (Kreidler) | Jean-Pierre Beltoise (Kreidler) | Hugh Anderson (Suzuki)                                 |                |  |
| 32     | 1964    | Clermont-Ferrand | 125 cc         | Luigi Taveri (Honda)            | Bert Schneider (Suzuki)         | Frank Perris (Suzuki)           | Luigi Taveri (Honda)                                   |                |  |
| 32     | 1964    | Clermont-Ferrand | 250 cc         | Phil Read (Yamaha)              | Luigi Taveri (Honda)            | Bert Schneider (Suzuki)         | Phil Read (Yamaha)                                     |                |  |
| 32     | 1964    | Clermont-Ferrand | Zijspan        | Scheidegger / Robinson (BMW)    | Deubel / Hörner (BMW)           | Auerbacher / Heim (BMW)         | Scheidegger / Robinson (BMW)                           |                |  |
|        |         |                  |                |                                 |                                 |                                 |                                                        |                |  |
| 33     | 1965    | Rouen            | 50 cc          | Ralph Bryans (Honda)            | Luigi Taveri (Honda)            | Ernst Degner (Suzuki)           | Ernst Degner (Suzuki)                                  |                |  |
| 33     | 1965    | Rouen            | 125 cc         | Hugh Anderson (Suzuki)          | Frank Perris (Suzuki)           | Ernst Degner (Suzuki)           | Hugh Anderson (Suzuki)                                 |                |  |
| 33     | 1965    | Rouen            | 250 cc         | Phil Read (Yamaha)              | Bruce Beale (Honda)             | Barry Smith (Bultaco)           | Jim Redman (Honda)                                     |                |  |
| 33     | 1965    | Rouen            | Zijspan        | Camathias / Ducruet (BMW)       | Scheidegger / Robinson (BMW)    | Deubel / Hörner (BMW)           | Camathias / Ducruet (BMW) Scheidegger / Robinson (BMW) |                |  |
|        |         |                  |                |                                 |                                 |                                 |                                                        |                |  |
| 34     | 1966    | Clermont-Ferrand | 250 cc         | Mike Hailwood (Honda)           | Jim Redman (Honda)              | Phil Read (Yamaha)              | Mike Hailwood (Honda)                                  |                |  |
| 34     | 1966    | Clermont-Ferrand | 350 cc         | Mike Hailwood (Honda)           | Giacomo Agostini (MV Agusta)    | Jim Redman (Honda)              | Mike Hailwood (Honda)                                  |                |  |
| 34     | 1966    | Clermont-Ferrand | Zijspan        | Scheidegger / Robinson (BMW)    | Seeley / Rawlings (BMW)         | Deubel / Hörner (BMW)           | Scheidegger / Robinson (BMW)                           |                |  |
| 34     |         |                  |                |                                 |                                 |                                 |                                                        |                |  |
| 35     | 1967    | Clermont-Ferrand | 50 cc          | Yoshimi Katayama (Suzuki)       | Hans Georg Anscheidt (Suzuki)   | Stuart Graham (Suzuki)          | Yoshimi Katayama (Suzuki)                              |                |  |
| 35     | 1967    | Clermont-Ferrand | 125 cc         | Bill Ivy (Yamaha)               | Phil Read (Yamaha)              | Yoshimi Katayama (Suzuki)       | Bill Ivy (Yamaha)                                      |                |  |
| 35     | 1967    | Clermont-Ferrand | 250 cc         | Bill Ivy (Yamaha)               | Phil Read (Yamaha)              | Mike Hailwood (Honda)           | Mike Hailwood (Honda)                                  |                |  |
| 35     | 1967    | Clermont-Ferrand | Zijspan        | Enders / Engelhardt (BMW)       | Schauzu / Schneider (BMW)       | Wakefield / Milton (BMW)        | Helmut Fath / Kalauch (URS)                            |                |  |
|        |         |                  |                |                                 |                                 |                                 |                                                        |                |  |
|        | 1968    | Clermont-Ferrand | Geannuleerd    | Geannuleerd                     | Geannuleerd                     | Geannuleerd                     | Geannuleerd                                            |                |  |
|        |         |                  |                |                                 |                                 |                                 |                                                        |                |  |
| 36     | 1969    | Le Mans          | 50 cc          | Aalt Toersen (Kreidler)         | Ángel Nieto (Derbi)             | Paul Lodewijkx (Jamathi)        | Aalt Toersen (Kreidler)                                |                |  |
| 36     | 1969    | Le Mans          | 125 cc         | Jean Auréal (Yamaha)            | Dave Simmonds (Kawasaki)        | Ginger Molloy (Bultaco)         | Dave Simmonds (Kawasaki)                               |                |  |
| 36     | 1969    | Le Mans          | 250 cc         | Santiago Herrero (Ossa)         | Rodney Gould (Yamaha)           | Kent Andersson (Yamaha)         | Santiago Herrero (Ossa)                                |                |  |
| 36     | 1969    | Le Mans          | 500 cc         | Giacomo Agostini (MV Agusta)    | Billie Nelson (Paton)           | Karl Auer (Matchless)           | Giacomo Agostini (MV Agusta)                           |                |  |
| 36     | 1969    | Le Mans          | Zijspan        | Helmut Fath / Kalauch (URS)     | Auerbacher / Hahn (BMW)         | Schauzu / Schneider (BMW)       | Helmut Fath / Kalauch (URS)                            |                |  |
|        |         |                  |                |                                 |                                 |                                 |                                                        |                |  |
| 37     | 1970    | Le Mans          | 50 cc          | Ángel Nieto (Derbi)             | Aalt Toersen (Jamathi)          | Rudolf Kunz (Kreidler)          | Ángel Nieto (Derbi)                                    |                |  |
| 37     | 1970    | Le Mans          | 125 cc         | Dieter Braun (Suzuki)           | Börje Jansson (Maico)           | Günter Bartusch (MZ)            | Ángel Nieto (Derbi)                                    |                |  |
| 37     | 1970    | Le Mans          | 250 cc         | Rodney Gould (Yamaha)           | Santiago Herrero (Ossa)         | László Szabó (MZ)               | Santiago Herrero (Ossa)                                |                |  |
| 37     | 1970    | Le Mans          | 500 cc         | Giacomo Agostini (MV Agusta)    | Ginger Molloy (Kawasaki)        | Alberto Pagani (Linto)          | Giacomo Agostini (MV Agusta)                           |                |  |
| 37     | 1970    | Le Mans          | Zijspan        | Enders / Kalauch (BMW)          | Auerbacher / Hahn (BMW)         | Schauzu / Schneider (BMW)       | Enders / Kalauch (BMW)                                 |                |  |
|        |         |                  |                |                                 |                                 |                                 |                                                        |                |  |
|        | 1971    | Geen wedstrijd   | Geen wedstrijd | Geen wedstrijd                  | Geen wedstrijd                  | Geen wedstrijd                  | Geen wedstrijd                                         | Geen wedstrijd |  |
|        |         |                  |                |                                 |                                 |                                 |                                                        |                |  |
| 38     | 1972    | Clermont-Ferrand | 125 cc         | Gilberto Parlotti (Morbidelli)  | Chas Mortimer (Yamaha)          | Börje Jansson (Yamaha)          | Gilberto Parlotti (Morbidelli)                         |                |  |
| 38     | 1972    | Clermont-Ferrand | 250 cc         | Phil Read (Yamaha)              | Renzo Pasolini (Aermacchi)      | Hideo Kanaya (Yamaha)           | Hideo Kanaya (Yamaha)                                  |                |  |
| 38     | 1972    | Clermont-Ferrand | 350 cc         | Jarno Saarinen (Yamaha)         | Teuvo Länsivuori (Yamaha)       | Renzo Pasolini (Aermacchi)      | Jarno Saarinen (Yamaha)                                |                |  |
| 38     | 1972    | Clermont-Ferrand | 500 cc         | Giacomo Agostini (MV Agusta)    | Christian Bourgeois (Yamaha)    | Rob Bron (Suzuki)               | Giacomo Agostini (MV Agusta)                           |                |  |
| 38     | 1972    | Clermont-Ferrand | Zijspan        | Luthringshauser / Cusnik (BMW)  | Schauzu / Kalauch (BMW)         | Wegener / Heinrichs (BMW)       | Vincent / Casey (Münch-URS)                            |                |  |

### Sinds 1973
| Editie | Seizoen | Circuit          | Klasse             | Winnaar                                   | Tweede                                 | Derde                             | Poleposition                         | Snelste ronde                             |                |
| ------ | ------- | ---------------- | ------------------ | ----------------------------------------- | -------------------------------------- | --------------------------------- | ------------------------------------ | ----------------------------------------- | -------------- |
| 39     | 1973    | Le Castellet     | 125 cc             | Kent Andersson (Yamaha)                   | Börje Jansson (Maico)                  | Thierry Tchernine (Yamaha)        | Ángel Nieto (Morbidelli)             | Ángel Nieto (Morbidelli)                  |                |
| 39     | 1973    | Le Castellet     | 250 cc             | Jarno Saarinen (Yamaha)                   | Hideo Kanaya (Yamaha)                  | Renzo Pasolini (Harley-Davidson)  | Jarno Saarinen (Yamaha)              | Jarno Saarinen (Yamaha)                   |                |
| 39     | 1973    | Le Castellet     | 350 cc             | Giacomo Agostini (MV Agusta)              | Phil Read (MV Agusta)                  | Teuvo Länsivuori (Yamaha)         | Giacomo Agostini (MV Agusta)         | Giacomo Agostini (MV Agusta)              |                |
| 39     | 1973    | Le Castellet     | 500 cc             | Jarno Saarinen (Yamaha)                   | Phil Read (MV Agusta)                  | Hideo Kanaya (Yamaha)             | Hideo Kanaya (Yamaha)                | Jarno Saarinen (Yamaha)                   |                |
| 39     | 1973    | Le Castellet     | Zijspan            | Enders / Engelhardt (Busch-BMW)           | Gawley / Sales (König)                 | Schwärzel / Kleis (König)         | Kurth / Rowe (CAT-Monark)            | Enders / Engelhardt (Busch-BMW)           |                |
|        |         |                  |                    |                                           |                                        |                                   |                                      |                                           |                |
| 40     | 1974    | Clermont-Ferrand | 50 cc              | Henk van Kessel (Kreidler)                | Rudolf Kunz (Kreidler)                 | Otello Buscherini (Malanca)       | Henk van Kessel (Kreidler)           | Henk van Kessel (Kreidler)                |                |
| 40     | 1974    | Clermont-Ferrand | 125 cc             | Bruno Kneubühler (Yamaha)                 | Kent Andersson (Yamaha)                | Otello Buscherini (Malanca)       | Otello Buscherini (Malanca)          | Otello Buscherini (Malanca)               |                |
| 40     | 1974    | Clermont-Ferrand | 350 cc             | Giacomo Agostini (Yamaha)                 | Teuvo Länsivuori (Yamaha)              | Christian Bourgeois (Yamaha)      | Phil Read (MV Agusta)                | Giacomo Agostini (Yamaha)                 |                |
| 40     | 1974    | Clermont-Ferrand | 500 cc             | Phil Read (MV Agusta)                     | Barry Sheene (Suzuki)                  | Gianfranco Bonera (MV Agusta)     | Phil Read (MV Agusta)                | Giacomo Agostini (Yamaha)                 |                |
| 40     | 1974    | Clermont-Ferrand | Zijspan            | Schauzu / Kalauch (BMW)                   | Schwärzel / Kleis (König)              | Kurth / Rowe (CAT-Crescent)       | Schauzu / Kalauch (BMW)              | Schwärzel / Kleis (König)                 |                |
|        |         |                  |                    |                                           |                                        |                                   |                                      |                                           |                |
| 41     | 1975    | Le Castellet     | 125 cc             | Kent Andersson (Yamaha)                   | Leif Gustafsson (Yamaha)               | Paolo Pileri (Morbidelli)         | Pier Paolo Bianchi (Morbidelli)      | Paolo Pileri (Morbidelli)                 |                |
| 41     | 1975    | Le Castellet     | 250 cc             | Johnny Cecotto (Yamaha)                   | Ikujiro Takaï (Yamaha)                 | Michel Rougerie (Harley-Davidson) | Ikujiro Takaï (Yamaha)               | Johnny Cecotto (Yamaha)                   |                |
| 41     | 1975    | Le Castellet     | 350 cc             | Johnny Cecotto (Yamaha)                   | Giacomo Agostini (Yamaha)              | Gérard Choukroun (Yamaha)         | Johnny Cecotto (Yamaha)              | Johnny Cecotto (Yamaha)                   |                |
| 41     | 1975    | Le Castellet     | 500 cc             | Giacomo Agostini (Yamaha)                 | Hideo Kanaya (Yamaha)                  | Phil Read (MV Agusta)             | Teuvo Länsivuori (Suzuki)            | Hideo Kanaya (Yamaha)                     |                |
| 41     | 1975    | Le Castellet     | Zijspan            | Schmid / Jean-Petit-Matile (Schmid-König) | Schwärzel / Huber (König)              | Hobson / Burns (Yamaha)           | Gerber / Epprecht (König)            | Schmid / Jean-Petit-Matile (Schmid-König) |                |
|        |         |                  |                    |                                           |                                        |                                   |                                      |                                           |                |
| 42     | 1976    | Le Mans          | 50 cc              | Herbert Rittberger (Kreidler)             | Rudolf Kunz (Kreidler)                 | Stefan Dörflinger (Kreidler)      | Ángel Nieto (Bultaco)                | Rudolf Kunz (Kreidler)                    |                |
| 42     | 1976    | Le Mans          | 250 cc             | Walter Villa (Harley-Davidson)            | Gianfranco Bonera (Harley-Davidson)    | Pentti Korhonen (Yamaha)          | Walter Villa (Harley-Davidson)       | Walter Villa (Harley-Davidson)            |                |
| 42     | 1976    | Le Mans          | 350 cc             | Walter Villa (Harley-Davidson)            | Johnny Cecotto (Yamaha)                | Jean-François Baldé (Yamaha)      | Giacomo Agostini (MV Agusta)         | Walter Villa (Harley-Davidson)            |                |
| 42     | 1976    | Le Mans          | 500 cc             | Barry Sheene (Suzuki)                     | Johnny Cecotto (Yamaha)                | Marco Lucchinelli (Suzuki)        | Barry Sheene (Suzuki)                | Marco Lucchinelli (Suzuki)                |                |
| 42     | 1976    | Le Mans          | Zijspan            | Biland / Williams (Seymaz-Yamaha)         | Michel / Garcia (GEP-Yamaha)           | Schilling / Gundel (Aro-Fath)     | Schwärzel / Huber (König)            | Biland / Williams (Seymaz-Yamaha)         |                |
|        |         |                  |                    |                                           |                                        |                                   |                                      |                                           |                |
| 43     | 1977    | Le Castellet     | 125 cc             | Pier Paolo Bianchi (Morbidelli)           | Eugenio Lazzarini (Morbidelli)         | Harald Bartol (Morbidelli)        | Pier Paolo Bianchi (Morbidelli)      | Pier Paolo Bianchi (Morbidelli)           |                |
| 43     | 1977    | Le Castellet     | 250 cc             | Jon Ekerold (Yamaha)                      | Alan North (Yamaha)                    | Vic Soussan (Yamaha)              | Barry Ditchburn (Kawasaki)           | Alan North (Yamaha)                       |                |
| 43     | 1977    | Le Castellet     | 350 cc             | Takazumi Katayama (Yamaha)                | Jon Ekerold (Yamaha)                   | Bruno Kneubühler (Yamaha)         | Jon Ekerold (Yamaha)                 | Takazumi Katayama (Yamaha)                |                |
| 43     | 1977    | Le Castellet     | 500 cc             | Barry Sheene (Suzuki)                     | Giacomo Agostini (Yamaha)              | Steve Baker (Yamaha)              | Steve Baker (Yamaha)                 | Giacomo Agostini (Yamaha)                 |                |
| 43     | 1977    | Le Castellet     | Zijspan            | Michel / Lecorre (GEP-Yamaha)             | O'Dell / Arthur (Windle-Yamaha)        | Schilling / Gundel (Aro-Yamaha)   | Biland / Williams (Schmid-Yamaha)    | Michel / Lecorre (GEP-Yamaha)             |                |
|        |         |                  |                    |                                           |                                        |                                   |                                      |                                           |                |
| 44     | 1978    | Nogaro           | 125 cc             | Pier Paolo Bianchi (Minarelli)            | Eugenio Lazzarini (MBA)                | Per-Edvard Carlsson (Morbidelli)  | Thierry Espié (Minarelli)            | Pier Paolo Bianchi (Motobécane)           |                |
| 44     | 1978    | Nogaro           | 250 cc             | Gregg Hansford (Kawasaki)                 | Kenny Roberts senior (Yamaha)          | Kork Ballington (Kawasaki)        | Patrick Fernandez (Yamaha)           | Gregg Hansford (Kawasaki)                 |                |
| 44     | 1978    | Nogaro           | 350 cc             | Gregg Hansford (Kawasaki)                 | Kork Ballington (Kawasaki)             | Jon Ekerold (Yamaha)              | Olivier Chevallier (Yamaha)          | Gregg Hansford (Kawasaki)                 |                |
| 44     | 1978    | Nogaro           | 500 cc             | Kenny Roberts senior (Yamaha)             | Pat Hennen (Suzuki)                    | Barry Sheene (Suzuki)             | Johnny Cecotto (Yamaha)              | Kenny Roberts senior (Yamaha)             |                |
| 44     | 1978    | Nogaro           | Zijspan            | Biland / Williams (Beo-Yamaha)            | Michel / Collins (Seymaz-Yamaha)       | Hobson / Birch (Schmid-Yamaha)    | Michel / Collins (Seymaz-Yamaha)     | Biland / Williams (Beo-Yamaha)            |                |
|        |         |                  |                    |                                           |                                        |                                   |                                      |                                           |                |
| 45     | 1979    | Le Mans          | 50 cc              | Eugenio Lazzarini (Kreidler)              | Stefan Dörflinger (Kreidler)           | Rolf Blatter (Kreidler)           | Ricardo Tormo (Bultaco)              | Stefan Dörflinger (Kreidler)              |                |
| 45     | 1979    | Le Mans          | 125 cc             | Guy Bertin (Motobécane)                   | Ricardo Tormo (Bultaco)                | Pier Paolo Bianchi (Minarelli)    | Guy Bertin (Motobécane)              | Ángel Nieto (Minarelli)                   |                |
| 45     | 1979    | Le Mans          | 250 cc             | Kork Ballington (Kawasaki)                | Gregg Hansford (Kawasaki)              | Patrick Fernandez (Yamaha)        | Gregg Hansford (Kawasaki)            | Kork Ballington (Kawasaki)                |                |
| 45     | 1979    | Le Mans          | 350 cc             | Patrick Fernandez (Yamaha)                | Roland Freymond (Yamaha)               | Walter Villa (Yamaha)             | Kork Ballington (Kawasaki)           | Eric Saul (Adriatica-Yamaha)              |                |
| 45     | 1979    | Le Mans          | 500 cc             | Barry Sheene (Suzuki)                     | Randy Mamola (Yamaha)                  | Kenny Roberts senior (Yamaha)     | Kenny Roberts senior (Yamaha)        | Virginio Ferrari (Suzuki)                 |                |
| 45     | 1979    | Le Mans          | Zijspan (cat. B2B) | Biland / Williams (LCR-Yamaha)            | Holzer / Meierhans (LCR-Yamaha)        | Jones / Ayres (Daytona-Yamaha)    | Biland / Williams (LCR-Yamaha)       | Biland / Williams (LCR-Yamaha)            |                |
|        |         |                  |                    |                                           |                                        |                                   |                                      |                                           |                |
| 46     | 1980    | Le Castellet     | 125 cc             | Ángel Nieto (Minarelli)                   | Pier Paolo Bianchi (MBA)               | Loris Reggiani (Minarelli)        | Guy Bertin (Motobécane)              | Ángel Nieto (Minarelli)                   |                |
| 46     | 1980    | Le Castellet     | 250 cc             | Kork Ballington (Kawasaki)                | Toni Mang (Krauser)                    | Thierry Espié (Yamaha)            | Toni Mang (Krauser)                  | Thierry Espié (Yamaha)                    |                |
| 46     | 1980    | Le Castellet     | 350 cc             | Jon Ekerold (Bimota-Yamaha)               | Johnny Cecotto (Yamaha)                | Eric Saul (Bimota-Yamaha)         | Johnny Cecotto (Yamaha)              | Jon Ekerold (Bimota-Yamaha)               |                |
| 46     | 1980    | Le Castellet     | 500 cc             | Kenny Roberts senior (Yamaha)             | Randy Mamola (Suzuki)                  | Marco Lucchinelli (Suzuki)        | Marco Lucchinelli (Suzuki)           | Kenny Roberts senior (Yamaha)             |                |
| 46     | 1980    | Le Castellet     | Zijspan            | Biland / Waltisperg (LCR-Yamaha)          | Taylor / Johansson (Windle-Yamaha)     | Schwärzel / Huber (Yamaha)        | Michel / Gérard (Seymaz-Fath)        | Biland / Waltisperg (LCR-Yamaha)          |                |
|        |         |                  |                    |                                           |                                        |                                   |                                      |                                           |                |
| 47     | 1981    | Le Castellet     | 125 cc             | Ángel Nieto (Minarelli)                   | Guy Bertin (Sanvenero)                 | Pier Paolo Bianchi (MBA)          | Guy Bertin (Sanvenero)               | Ángel Nieto (Minarelli)                   |                |
| 47     | 1981    | Le Castellet     | 250 cc             | Toni Mang (Kawasaki)                      | Thierry Espié (Chevallier-Yamaha)      | Johnny Cecotto (Yamaha)           | Toni Mang (Kawasaki)                 | Thierry Espié (Chevallier-Yamaha)         |                |
| 47     | 1981    | Le Castellet     | 500 cc             | Marco Lucchinelli (Suzuki)                | Randy Mamola (Suzuki)                  | Graeme Crosby (Suzuki)            | Marco Lucchinelli (Suzuki)           | Marco Lucchinelli (Suzuki)                |                |
| 47     | 1981    | Le Castellet     | Zijspan            | Biland / Waltisperg (LCR-Yamaha)          | Taylor / Johansson (Fowler-Yamaha)     | Michel / Burkhard (Seymaz-Yamaha) | Biland / Waltisperg (LCR-Yamaha)     | Biland / Waltisperg (LCR-Yamaha)          |                |
|        |         |                  |                    |                                           |                                        |                                   |                                      |                                           |                |
| 48     | 1982    | Nogaro           | 125 cc             | Jean-Claude Selini (MBA)                  | Johnny Wickström (MBA)                 | Hugo Vignetti (Sanvenero)         | Jean-Claude Selini (MBA)             | Jean-Claude Selini (MBA)                  |                |
| 48     | 1982    | Nogaro           | 250 cc             | Jean-Louis Tournadre (Yamaha)             | Jean-François Baldé (Kawasaki)         | Jeffrey Sayle (Armstrong-Rotax)   | Patrick Igoa (Yamaha)                | Jean-François Baldé (Kawasaki)            |                |
| 48     | 1982    | Nogaro           | 350 cc             | Jean-François Baldé (Kawasaki)            | Didier de Radiguès (Chevallier-Yamaha) | Jeffrey Sayle (Armstrong-Rotax)   | Jean-François Baldé (Kawasaki)       | Didier de Radiguès (Chevallier-Yamaha)    |                |
| 48     | 1982    | Nogaro           | 500 cc             | Michel Frutschi (Sanvenero)               | Franck Gross (Suzuki)                  | Steve Parrish (Yamaha)            | Jean Lafond (Fior-Yamaha)            | Michel Frutschi (Sanvenero)               |                |
|        |         |                  |                    |                                           |                                        |                                   |                                      |                                           |                |
| 49     | 1983    | Le Mans          | 50 cc              | Stefan Dörflinger (Krauser-Kreidler)      | Eugenio Lazzarini (Garelli)            | Hagen Klein (FKN-Kreidler)        | Stefan Dörflinger (Krauser-Kreidler) | Stefan Dörflinger (Krauser-Kreidler)      |                |
| 49     | 1983    | Le Mans          | 125 cc             | Ricardo Tormo (MBA)                       | Jean-Claude Selini (MBA)               | Maurizio Vitali (MBA)             | Ricardo Tormo (MBA)                  | Pierluigi Aldrovandi (MBA)                |                |
| 49     | 1983    | Le Mans          | 250 cc             | Alan Carter (Yamaha)                      | Jacques Cornu (Yamaha)                 | Thierry Rapicault (Yamaha)        | Christian Sarron (Yamaha)            | Alan Carter (Yamaha)                      |                |
| 49     | 1983    | Le Mans          | 500 cc             | Freddie Spencer (Honda)                   | Marco Lucchinelli (Honda)              | Ron Haslam (Honda)                | Kenny Roberts senior (Yamaha)        | Freddie Spencer (Honda)                   |                |
| 49     | 1983    | Le Mans          | Zijspan            | Biland / Waltisperg (LCR-Yamaha)          | Barton / Birchall (Windle-Yamaha)      | Schwärzel / Huber (Seymaz-Yamaha) | Biland / Waltisperg (LCR-Yamaha)     | Biland / Waltisperg (LCR-Yamaha)          |                |
|        |         |                  |                    |                                           |                                        |                                   |                                      |                                           |                |
| 50     | 1984    | Le Castellet     | 125 cc             | Ángel Nieto (Garelli)                     | Eugenio Lazzarini (Garelli)            | August Auinger (MBA)              | Eugenio Lazzarini (Garelli)          | Ángel Nieto (Garelli)                     |                |
| 50     | 1984    | Le Castellet     | 250 cc             | Toni Mang (Yamaha)                        | Carlos Lavado (Yamaha)                 | Manfred Herweh (Real-Rotax)       | Christian Sarron (Yamaha)            | Toni Mang (Yamaha)                        |                |
| 50     | 1984    | Le Castellet     | 500 cc             | Freddie Spencer (Honda)                   | Eddie Lawson (Yamaha)                  | Randy Mamola (Honda)              | Freddie Spencer (Honda)              | Freddie Spencer (Honda)                   |                |
| 50     | 1984    | Le Castellet     | Zijspan            | Biland / Waltisperg (LCR-Yamaha)          | Michel / Fresc (LCR-Yamaha)            | Streuer / Schnieders (LCR-Yamaha) | Biland / Waltisperg (LCR-Yamaha)     | Biland / Waltisperg (LCR-Yamaha)          |                |
|        |         |                  |                    |                                           |                                        |                                   |                                      |                                           |                |
| 51     | 1985    | Le Mans          | 80 cc              | Ángel Nieto (Derbi)                       | Stefan Dörflinger (Krauser)            | Henk van Kessel (Huvo-Casal)      | Jorge Martínez (Derbi)               | Jorge Martínez (Derbi)                    |                |
| 51     | 1985    | Le Mans          | 125 cc             | Ezio Gianola (Garelli)                    | Fausto Gresini (Garelli)               | Bruno Kneubühler (LCR-MBA)        | Fausto Gresini (Garelli)             | Ezio Gianola (Garelli)                    |                |
| 51     | 1985    | Le Mans          | 250 cc             | Freddie Spencer (Honda)                   | Toni Mang (Honda)                      | Fausto Ricci (Honda)              | Freddie Spencer (Honda)              | Freddie Spencer (Honda)                   |                |
| 51     | 1985    | Le Mans          | 500 cc             | Freddie Spencer (Honda)                   | Raymond Roche (Yamaha)                 | Randy Mamola (Honda)              | Freddie Spencer (Honda)              | Christian Sarron (Yamaha)                 |                |
| 51     | 1985    | Le Mans          | Zijspan            | Streuer / Schnieders (LCR-Yamaha)         | Schwärzel / Buck (LCR-Yamaha)          | Kumano / Diehl (LCR-Yamaha)       | Streuer / Schnieders (LCR-Yamaha)    | Streuer / Schnieders (LCR-Yamaha)         |                |
|        |         |                  |                    |                                           |                                        |                                   |                                      |                                           |                |
| 52     | 1986    | Le Castellet     | 125 cc             | Luca Cadalora (Garelli)                   | Fausto Gresini (Garelli)               | August Auinger (MBA)              | Luca Cadalora (Garelli)              | Luca Cadalora (Garelli)                   |                |
| 52     | 1986    | Le Castellet     | 250 cc             | Carlos Lavado (Yamaha)                    | Sito Pons (Honda)                      | Dominique Sarron (Honda)          | Martin Wimmer (Yamaha)               | Carlos Lavado (Yamaha)                    |                |
| 52     | 1986    | Le Castellet     | 500 cc             | Eddie Lawson (Yamaha)                     | Randy Mamola (Yamaha)                  | Christian Sarron (Yamaha)         | Eddie Lawson (Yamaha)                | Eddie Lawson (Yamaha)                     |                |
| 52     | 1986    | Le Castellet     | Zijspan            | Streuer / Schnieders (LCR-Yamaha)         | Michel / Fresc (LCR-Yamaha)            | Webster / Hewitt (LCR-Yamaha)     | Michel / Fresc (LCR-Yamaha)          | Webster / Hewitt (LCR-Yamaha)             |                |
|        |         |                  |                    |                                           |                                        |                                   |                                      |                                           |                |
| 53     | 1987    | Le Mans          | 125 cc             | Fausto Gresini (Garelli)                  | Ezio Gianola (Honda)                   | Bruno Casanova (Garelli)          | Fausto Gresini (Garelli)             | Fausto Gresini (Garelli)                  |                |
| 53     | 1987    | Le Mans          | 250 cc             | Reinhold Roth (Honda)                     | Dominique Sarron (Honda)               | Carlos Cardús (Honda)             | Dominique Sarron (Honda)             | Reinhold Roth (Honda)                     |                |
| 53     | 1987    | Le Mans          | 500 cc             | Randy Mamola (Yamaha)                     | Pierfrancesco Chili (Honda)            | Christian Sarron (Yamaha)         | Christian Sarron (Yamaha)            | Randy Mamola (Yamaha)                     |                |
| 53     | 1987    | Le Mans          | Zijspan            | Biland / Waltisperg (LCR-Krauser)         | Streuer / Schnieders (LCR-Yamaha)      | Webster / Hewitt (LCR-Krauser)    | Biland / Waltisperg (LCR-Krauser)    | Webster / Hewitt (LCR-Krauser)            |                |
|        |         |                  |                    |                                           |                                        |                                   |                                      |                                           |                |
| 54     | 1988    | Le Castellet     | 125 cc             | Jorge Martínez (Derbi)                    | Ezio Gianola (Honda)                   | Corrado catalano (Aprilia)        | Ezio Gianola (Honda)                 | Jorge Martínez (Derbi)                    |                |
| 54     | 1988    | Le Castellet     | 250 cc             | Jacques Cornu (Honda)                     | Sito Pons (Honda)                      | Dominique Sarron (Honda)          | Dominique Sarron (Honda)             | Juan Garriga (Yamaha)                     |                |
| 54     | 1988    | Le Castellet     | 500 cc             | Eddie Lawson (Yamaha)                     | Christian Sarron (Yamaha)              | Kevin Schwantz (Suzuki)           | Christian Sarron (Yamaha)            | Wayne Gardner (Honda)                     |                |
| 54     | 1988    | Le Castellet     | Zijspan            | Biland / Waltisperg (LCR-Krauser)         | Webster / Hewitt (LCR-Krauser)         | Egloff / Egloff (LCR-ADM)         | Biland / Waltisperg (LCR-Krauser)    | Biland / Waltisperg (LCR-Krauser)         |                |
|        |         |                  |                    |                                           |                                        |                                   |                                      |                                           |                |
| 55     | 1989    | Le Mans          | 125 cc             | Jorge Martínez (Derbi)                    | Àlex Crivillé (JJ Cobas-Rotax)         | Ezio Gianola (Honda)              | Jorge Martínez (Derbi)               | Jorge Martínez (Derbi)                    |                |
| 55     | 1989    | Le Mans          | 250 cc             | Carlos Cardús (Honda)                     | Jacques Cornu (Honda)                  | Sito Pons (Honda)                 | Jean-Philippe Ruggia (Yamaha)        | Sito Pons (Honda)                         |                |
| 55     | 1989    | Le Mans          | 500 cc             | Eddie Lawson (Honda)                      | Kevin Schwantz (Suzuki)                | Wayne Rainey (Yamaha)             | Eddie Lawson (Honda)                 | Kevin Schwantz (Suzuki)                   |                |
| 55     | 1989    | Le Mans          | Zijspan            | Biland / Waltisperg (LCR-Krauser)         | Webster / Hewitt (LCR-Krauser)         | Streuer / de Haas (LCR-Yamaha)    | Biland / Waltisperg (LCR-Krauser)    | Biland / Waltisperg (LCR-Krauser)         |                |
|        |         |                  |                    |                                           |                                        |                                   |                                      |                                           |                |
| 56     | 1990    | Le Mans          | 125 cc             | Hans Spaan (Honda)                        | Doriano Romboni (Honda)                | Stefan Prein (Honda)              | Doriano Romboni (Honda)              | Doriano Romboni (Honda)                   |                |
| 56     | 1990    | Le Mans          | 250 cc             | Carlos Cardús (Honda)                     | Luca Cadalora (Honda)                  | Loris Reggiani (Aprilia)          | Carlos Cardús (Honda)                | John Kocinski (Yamaha)                    |                |
| 56     | 1990    | Le Mans          | 500 cc             | Kevin Schwantz (Suzuki)                   | Wayne Gardner (Honda)                  | Wayne Rainey (Yamaha)             | Kevin Schwantz (Suzuki)              | Kevin Schwantz (Suzuki)                   |                |
| 56     | 1990    | Le Mans          | Zijspan            | Webster / Simmons (LCR-Krauser)           | Streuer / de Haas (LCR-Yamaha)         | Abbott / Smith (LCR-JPX)          | Webster / Simmons (LCR-Krauser)      | Michel / Birchall (LCR-Krauser)           |                |
|        |         |                  |                    |                                           |                                        |                                   |                                      |                                           |                |
| 57     | 1991    | Le Castellet     | 125 cc             | Loris Capirossi (Honda)                   | Ralf Waldmann (Honda)                  | Fausto Gresini (Honda)            | Noboru Ueda (Honda)                  | Ralf Waldmann (Honda)                     |                |
| 57     | 1991    | Le Castellet     | 250 cc             | Loris Reggiani (Aprilia)                  | Helmut Bradl (Honda)                   | Carlos Cardús (Honda)             | Helmut Bradl (Honda)                 | Loris Reggiani (Aprilia)                  |                |
| 57     | 1991    | Le Castellet     | 500 cc             | Wayne Rainey (Yamaha)                     | Michael Doohan (Honda)                 | Eddie Lawson (Cagiva)             | Wayne Rainey (Yamaha)                | Wayne Rainey (Yamaha)                     |                |
| 57     | 1991    | Le Castellet     | Zijspan            | Biland / Waltisperg (LCR-Honda)           | Webster / Simmons (LCR-Krauser)        | Michel / Birchall (LCR-Krauser)   | Webster / Simmons (LCR-Krauser)      | Biland / Waltisperg (LCR-Honda)           |                |
|        |         |                  |                    |                                           |                                        |                                   |                                      |                                           |                |
| 58     | 1992    | Magny-Cours      | 125 cc             | Ezio Gianola (Honda)                      | Noboru Ueda (Honda)                    | Jorge Martínez (Honda)            | Ezio Gianola (Honda)                 | Fausto Gresini (Honda)                    |                |
| 58     | 1992    | Magny-Cours      | 250 cc             | Loris Reggiani (Aprilia)                  | Pierfrancesco Chili (Aprilia)          | Luca Cadalora (Honda)             | Pierfrancesco Chili (Aprilia)        | Loris Reggiani (Aprilia)                  |                |
| 58     | 1992    | Magny-Cours      | 500 cc             | Wayne Rainey (Yamaha)                     | Wayne Gardner (Honda)                  | John Kocinski (Yamaha)            | Doug Chandler (Suzuki)               | Wayne Gardner (Honda)                     |                |
| 58     | 1992    | Magny-Cours      | Zijspan            | Biland / Waltisperg (LCR-Krauser)         | Streuer / Brown (LCR-Stredor)          | Klaffenböck / Parzer (LCR-ADM)    | Biland / Waltisperg (LCR-Krauser)    | Dixon / Hetherington (LCR-Krauser)        |                |
|        |         |                  |                    |                                           |                                        |                                   |                                      |                                           |                |
|        | 1993    | Geen wedstrijd   | Geen wedstrijd     | Geen wedstrijd                            | Geen wedstrijd                         | Geen wedstrijd                    | Geen wedstrijd                       | Geen wedstrijd                            | Geen wedstrijd |
|        |         |                  |                    |                                           |                                        |                                   |                                      |                                           |                |
| 59     | 1994    | Le Mans          | 125 cc             | Noboru Ueda (Honda)                       | Takeshi Tsujimura (Honda)              | Kazuto Sakata (Aprilia)           | Kazuto Sakata (Aprilia)              | Hideyuki Nakajo (Honda)                   |                |
| 59     | 1994    | Le Mans          | 250 cc             | Loris Capirossi (Honda)                   | Doriano Romboni (Honda)                | Max Biaggi (Aprilia)              | Doriano Romboni (Honda)              | Loris Capirossi (Honda)                   |                |
| 59     | 1994    | Le Mans          | 500 cc             | Michael Doohan (Honda)                    | John Kocinski (Cagiva)                 | Àlex Crivillé (Honda)             | Michael Doohan (Honda)               | Michael Doohan (Honda)                    |                |
|        |         |                  |                    |                                           |                                        |                                   |                                      |                                           |                |
| 60     | 1995    | Le Mans          | 125 cc             | Haruchika Aoki (Honda)                    | Dirk Raudies (Honda)                   | Peter Öttl (Aprilia)              | Haruchika Aoki (Honda)               | Peter Öttl (Aprilia)                      |                |
| 60     | 1995    | Le Mans          | 250 cc             | Ralf Waldmann (Honda)                     | Max Biaggi (Aprilia)                   | Tadayuki Okada (Honda)            | Max Biaggi (Aprilia)                 | Ralf Waldmann (Honda)                     |                |
| 60     | 1995    | Le Mans          | 500 cc             | Michael Doohan (Honda)                    | Luca Cadalora (Yamaha)                 | Daryl Beattie (Suzuki)            | Michael Doohan (Honda)               | Michael Doohan (Honda)                    |                |
| 60     | 1995    | Le Mans          | Zijspan            | Biland / Waltisperg (LCR-BRM)             | Dixon / Hetherington (Windle-ADM)      | Bohnhorst / Brown (LCR-BRM)       | Güdel / Güdel (LCR-BRM)              | Biland / Waltisperg (LCR-BRM)             |                |
|        |         |                  |                    |                                           |                                        |                                   |                                      |                                           |                |
| 61     | 1996    | Le Castellet     | 125 cc             | Stefano Perugini (Aprilia)                | Tomomi Manako (Honda)                  | Emilio Alzamora (Honda)           | Masaki Tokudome (Aprilia)            | Valentino Rossi (Aprilia)                 |                |
| 61     | 1996    | Le Castellet     | 250 cc             | Max Biaggi (Aprilia)                      | Ralf Waldmann (Honda)                  | Tetsuya Harada (Yamaha)           | Max Biaggi (Aprilia)                 | Max Biaggi (Aprilia)                      |                |
| 61     | 1996    | Le Castellet     | 500 cc             | Michael Doohan (Honda)                    | Àlex Crivillé (Honda)                  | Alberto Puig (Honda)              | Àlex Crivillé (Honda)                | Àlex Crivillé (Honda)                     |                |
|        |         |                  |                    |                                           |                                        |                                   |                                      |                                           |                |
| 62     | 1997    | Le Castellet     | 125 cc             | Valentino Rossi (Aprilia)                 | Tomomi Manako (Honda)                  | Garry McCoy (Aprilia)             | Garry McCoy (Aprilia)                | Tomomi Manako (Honda)                     |                |
| 62     | 1997    | Le Castellet     | 250 cc             | Tetsuya Harada (Aprilia)                  | Max Biaggi (Honda)                     | Ralf Waldmann (Honda)             | Olivier Jacque (Honda)               | Loris Capirossi (Aprilia)                 |                |
| 62     | 1997    | Le Castellet     | 500 cc             | Michael Doohan (Honda)                    | Carlos Checa (Honda)                   | Tadayuki Okada (Honda)            | Michael Doohan (Honda)               | Michael Doohan (Honda)                    |                |
|        |         |                  |                    |                                           |                                        |                                   |                                      |                                           |                |
| 63     | 1998    | Le Castellet     | 125 cc             | Kazuto Sakata (Honda)                     | Marco Melandri (Honda)                 | Masao Azuma (Honda)               | Noboru Ueda (Honda)                  | Masao Azuma (Honda)                       |                |
| 63     | 1998    | Le Castellet     | 250 cc             | Tetsuya Harada (Aprilia)                  | Valentino Rossi (Aprilia)              | Loris Capirossi (Aprilia)         | Tetsuya Harada (Aprilia)             | Tetsuya Harada (Aprilia)                  |                |
| 63     | 1998    | Le Castellet     | 500 cc             | Àlex Crivillé (Honda)                     | Michael Doohan (Honda)                 | Carlos Checa (Honda)              | Michael Doohan (Honda)               | Àlex Crivillé (Honda)                     |                |
|        |         |                  |                    |                                           |                                        |                                   |                                      |                                           |                |
| 64     | 1999    | Le Castellet     | 125 cc             | Roberto Locatelli (Aprilia)               | Arnaud Vincent (Aprilia)               | Emilio Alzamora (Honda)           | Lucio Cecchinello (Honda)            | Gianluigi Scalvini (Honda)                |                |
| 64     | 1999    | Le Castellet     | 250 cc             | Tohru Ukawa (Honda)                       | Shinya Nakano (Yamaha)                 | Stefano Perugini (Honda)          | Valentino Rossi (Aprilia)            | Valentino Rossi (Aprilia)                 |                |
| 64     | 1999    | Le Castellet     | 500 cc             | Àlex Crivillé (Honda)                     | John Kocinski (Honda)                  | Tetsuya Harada (Aprilia)          | Max Biaggi (Yamaha)                  | Kenny Roberts junior (Suzuki)             |                |
|        |         |                  |                    |                                           |                                        |                                   |                                      |                                           |                |
| 65     | 2000    | Le Mans          | 125 cc             | Youichi Ui (Derbi)                        | Mirko Giansanti (Honda)                | Emilio Alzamora (Honda)           | Youichi Ui (Derbi)                   | Noboru Ueda (Honda)                       |                |
| 65     | 2000    | Le Mans          | 250 cc             | Toru Ukawa (Honda)                        | Shinya Nakano (Yamaha)                 | Olivier Jacque (Yamaha)           | Daijiro Kato (Honda)                 | Toru Ukawa (Honda)                        |                |
| 65     | 2000    | Le Mans          | 500 cc             | Àlex Crivillé (Honda)                     | Norifumi Abe (Yamaha)                  | Valentino Rossi (Honda)           | Max Biaggi (Yamaha)                  | Valentino Rossi (Honda)                   |                |
|        |         |                  |                    |                                           |                                        |                                   |                                      |                                           |                |
| 66     | 2001    | Le Mans          | 125 cc             | Manuel Poggiali (Gilera)                  | Mirko Giansanti (Honda)                | Toni Elías (Honda)                | Youichi Ui (Derbi)                   | Lucio Cecchinello (Honda)                 |                |
| 66     | 2001    | Le Mans          | 250 cc             | Daijiro Kato (Honda)                      | Tetsuya Harada (Aprilia)               | Marco Melandri (Aprilia)          | Daijiro Kato (Honda)                 | Daijiro Kato (Honda)                      |                |
| 66     | 2001    | Le Mans          | 500 cc             | Max Biaggi (Yamaha)                       | Carlos Checa (Yamaha)                  | Valentino Rossi (Honda)           | Max Biaggi (Yamaha)                  | Max Biaggi (Yamaha)                       |                |
|        |         |                  |                    |                                           |                                        |                                   |                                      |                                           |                |
| 67     | 2002    | Le Mans          | 125 cc             | Lucio Cecchinello (Aprilia)               | Manuel Poggiali (Gilera)               | Dani Pedrosa (Honda)              | Manuel Poggiali (Gilera)             | Masao Azuma (Honda)                       |                |
| 67     | 2002    | Le Mans          | 250 cc             | Fonsi Nieto (Aprilia)                     | Marco Melandri (Aprilia)               | Randy de Puniet (Aprilia)         | Fonsi Nieto (Aprilia)                | Marco Melandri (Aprilia)                  |                |
| 67     | 2002    | Le Mans          | MotoGP             | Valentino Rossi (Honda)                   | Toru Ukawa (Honda)                     | Max Biaggi (Yamaha)               | Valentino Rossi (Honda)              | Valentino Rossi (Honda)                   |                |
|        |         |                  |                    |                                           |                                        |                                   |                                      |                                           |                |
| 68     | 2003    | Le Mans          | 125 cc             | Dani Pedrosa (Honda)                      | Lucio Cecchinello (Aprilia)            | Andrea Dovizioso (Honda)          | Andrea Dovizioso (Honda)             | Dani Pedrosa (Honda)                      |                |
| 68     | 2003    | Le Mans          | 250 cc             | Toni Elías (Aprilia)                      | Randy de Puniet (Aprilia)              | Roberto Rolfo (Honda)             | Manuel Poggiali (Aprilia)            | Randy de Puniet (Aprilia)                 |                |
| 68     | 2003    | Le Mans          | MotoGP             | Sete Gibernau (Honda)                     | Valentino Rossi (Honda)                | Alex Barros (Honda)               | Valentino Rossi (Honda)              | Noriyuki Haga (Aprilia)                   |                |
|        |         |                  |                    |                                           |                                        |                                   |                                      |                                           |                |
| 69     | 2004    | Le Mans          | 125 cc             | Andrea Dovizioso (Honda)                  | Roberto Locatelli (Aprilia)            | Jorge Lorenzo (Derbi)             | Andrea Dovizioso (Honda)             | Andrea Dovizioso (Honda)                  |                |
| 69     | 2004    | Le Mans          | 250 cc             | Dani Pedrosa (Honda)                      | Randy de Puniet (Aprilia)              | Toni Elías (Honda)                | Dani Pedrosa (Honda)                 | Dani Pedrosa (Honda)                      |                |
| 69     | 2004    | Le Mans          | MotoGP             | Sete Gibernau (Honda)                     | Carlos Checa (Yamaha)                  | Max Biaggi (Honda)                | Sete Gibernau (Honda)                | Max Biaggi (Honda)                        |                |
|        |         |                  |                    |                                           |                                        |                                   |                                      |                                           |                |
| 70     | 2005    | Le Mans          | 125 cc             | Thomas Lüthi (Honda)                      | Sergio Gadea (Aprilia)                 | Mika Kallio (KTM)                 | Thomas Lüthi (Honda)                 | Mika Kallio (KTM)                         |                |
| 70     | 2005    | Le Mans          | 250 cc             | Dani Pedrosa (Honda)                      | Randy de Puniet (Aprilia)              | Andrea Dovizioso (Honda)          | Dani Pedrosa (Honda)                 | Randy de Puniet (Aprilia)                 |                |
| 70     | 2005    | Le Mans          | MotoGP             | Valentino Rossi (Yamaha)                  | Sete Gibernau (Honda)                  | Colin Edwards (Yamaha)            | Valentino Rossi (Yamaha)             | Valentino Rossi (Yamaha)                  |                |
|        |         |                  |                    |                                           |                                        |                                   |                                      |                                           |                |
| 71     | 2006    | Le Mans          | 125 cc             | Thomas Lüthi (Honda)                      | Mika Kallio (KTM)                      | Fabrizio Lai (Honda)              | Mattia Pasini (Aprilia)              | Sergio Gadea (Aprilia)                    |                |
| 71     | 2006    | Le Mans          | 250 cc             | Yuki Takahashi (Honda)                    | Andrea Dovizioso (Honda)               | Shuhei Aoyama (Honda)             | Andrea Dovizioso (Honda)             | Hiroshi Aoyama (KTM)                      |                |
| 71     | 2006    | Le Mans          | MotoGP             | Marco Melandri (Honda)                    | Loris Capirossi (Ducati)               | Dani Pedrosa (Honda)              | Dani Pedrosa (Honda)                 | Valentino Rossi (Yamaha)                  |                |
|        |         |                  |                    |                                           |                                        |                                   |                                      |                                           |                |
| 72     | 2007    | Le Mans          | 125 cc             | Sergio Gadea (Aprilia)                    | Lukáš Pešek (Derbi)                    | Bradley Smith (Honda)             | Mattia Pasini (Aprilia)              | Lukáš Pešek (Derbi)                       |                |
| 72     | 2007    | Le Mans          | 250 cc             | Alex Debón (Aprilia)                      | Marco Simoncelli (Gilera)              | Mattia Pasini (Gilera)            | Alex Debón (Aprilia)                 | Marco Simoncelli (Gilera)                 |                |
| 72     | 2007    | Le Mans          | MotoGP             | Chris Vermeulen (Suzuki)                  | Marco Melandri (Honda)                 | Casey Stoner (Ducati)             | Colin Edwards (Yamaha)               | John Hopkins (Suzuki)                     |                |
|        |         |                  |                    |                                           |                                        |                                   |                                      |                                           |                |
| 73     | 2008    | Le Mans          | 125 cc             | Mike Di Meglio (Aprilia)                  | Bradley Smith (Aprilia)                | Nicolás Terol (Aprilia)           | Sergio Gadea (Aprilia)               | Mike Di Meglio (Aprilia)                  |                |
| 73     | 2008    | Le Mans          | 250 cc             | Jorge Lorenzo (Aprilia)                   | Andrea Dovizioso (Honda)               | Alex de Angelis (Aprilia)         | Jorge Lorenzo (Aprilia)              | Andrea Dovizioso (Honda)                  |                |
| 73     | 2008    | Le Mans          | MotoGP             | Valentino Rossi (Yamaha)                  | Jorge Lorenzo (Yamaha)                 | Colin Edwards (Yamaha)            | Dani Pedrosa (Honda)                 | Valentino Rossi (Yamaha)                  |                |
|        |         |                  |                    |                                           |                                        |                                   |                                      |                                           |                |
| 74     | 2009    | Le Mans          | 125 cc             | Julián Simón (Aprilia)                    | Jonas Folger (Aprilia)                 | Sergio Gadea (Aprilia)            | Marc Márquez (KTM)                   | Bradley Smith (Aprilia)                   |                |
| 74     | 2009    | Le Mans          | 250 cc             | Marco Simoncelli (Gilera)                 | Héctor Faubel (Honda)                  | Roberto Locatelli (Gilera)        | Álvaro Bautista (Aprilia)            | Alex Debón (Aprilia)                      |                |
| 74     | 2009    | Le Mans          | MotoGP             | Jorge Lorenzo (Yamaha)                    | Marco Melandri (Kawasaki)              | Dani Pedrosa (Honda)              | Dani Pedrosa (Honda)                 | Dani Pedrosa (Honda)                      |                |
|        |         |                  |                    |                                           |                                        |                                   |                                      |                                           |                |
| 75     | 2010    | Le Mans          | 125 cc             | Pol Espargaró (Derbi)                     | Nicolás Terol (Aprilia)                | Marc Márquez (Derbi)              | Nicolás Terol (Aprilia)              | Marc Márquez (Derbi)                      |                |
| 75     | 2010    | Le Mans          | Moto2              | Toni Elías (Moriwaki)                     | Julián Simón (Suter)                   | Simone Corsi (Motobi)             | Kenny Noyes (Promoharris)            | Jules Cluzel (Suter)                      |                |
| 75     | 2010    | Le Mans          | MotoGP             | Jorge Lorenzo (Yamaha)                    | Valentino Rossi (Yamaha)               | Andrea Dovizioso (Honda)          | Valentino Rossi (Yamaha)             | Jorge Lorenzo (Yamaha)                    |                |
|        |         |                  |                    |                                           |                                        |                                   |                                      |                                           |                |
| 76     | 2011    | Le Mans          | 125 cc             | Maverick Viñales (Aprilia)                | Nicolás Terol (Aprilia)                | Efrén Vázquez (Derbi)             | Nicolás Terol (Aprilia)              | Nicolás Terol (Aprilia)                   |                |
| 76     | 2011    | Le Mans          | Moto2              | Marc Márquez (Suter)                      | Yuki Takahashi (Moriwaki)              | Stefan Bradl (Kalex)              | Stefan Bradl (Kalex)                 | Marc Márquez (Suter)                      |                |
| 76     | 2011    | Le Mans          | MotoGP             | Casey Stoner (Honda)                      | Andrea Dovizioso (Honda)               | Valentino Rossi (Ducati)          | Casey Stoner (Honda)                 | Dani Pedrosa (Honda)                      |                |
|        |         |                  |                    |                                           |                                        |                                   |                                      |                                           |                |
| 77     | 2012    | Le Mans          | Moto3              | Louis Rossi (FTR-Honda)                   | Alberto Moncayo (Kalex-KTM)            | Álex Rins (Suter-Honda)           | Maverick Viñales (FTR-Honda)         | Jakub Kornfeil (FTR-Honda)                |                |
| 77     | 2012    | Le Mans          | Moto2              | Thomas Lüthi (Suter)                      | Claudio Corti (Kalex)                  | Scott Redding (Kalex)             | Marc Márquez (Suter)                 | Claudio Corti (Kalex)                     |                |
| 77     | 2012    | Le Mans          | MotoGP             | Jorge Lorenzo (Yamaha)                    | Valentino Rossi (Ducati)               | Casey Stoner (Honda)              | Dani Pedrosa (Honda)                 | Valentino Rossi (Ducati)                  |                |
|        |         |                  |                    |                                           |                                        |                                   |                                      |                                           |                |
| 78     | 2013    | Le Mans          | Moto3              | Maverick Viñales (KTM)                    | Álex Rins (KTM)                        | Luis Salom (KTM)                  | Maverick Viñales (KTM)               | Maverick Viñales (KTM)                    |                |
| 78     | 2013    | Le Mans          | Moto2              | Scott Redding (Kalex)                     | Mika Kallio (Kalex)                    | Xavier Siméon (Kalex)             | Takaaki Nakagami (Kalex)             | Scott Redding (Kalex)                     |                |
| 78     | 2013    | Le Mans          | MotoGP             | Dani Pedrosa (Honda)                      | Cal Crutchlow (Yamaha)                 | Marc Márquez (Honda)              | Marc Márquez (Honda)                 | Dani Pedrosa (Honda)                      |                |
|        |         |                  |                    |                                           |                                        |                                   |                                      |                                           |                |
| 79     | 2014    | Le Mans          | Moto3              | Jack Miller (KTM)                         | Álex Rins (Honda)                      | Isaac Viñales (KTM)               | Efrén Vázquez (Honda)                | Francesco Bagnaia (KTM)                   |                |
| 79     | 2014    | Le Mans          | Moto2              | Mika Kallio (Kalex)                       | Simone Corsi (Kalex)                   | Esteve Rabat (Kalex)              | Jonas Folger (Kalex)                 | Maverick Viñales (Kalex)                  |                |
| 79     | 2014    | Le Mans          | MotoGP             | Marc Márquez (Honda)                      | Valentino Rossi (Yamaha)               | Álvaro Bautista (Honda)           | Marc Márquez (Honda)                 | Marc Márquez (Honda)                      |                |
|        |         |                  |                    |                                           |                                        |                                   |                                      |                                           |                |
| 80     | 2015    | Le Mans          | Moto3              | Romano Fenati (KTM)                       | Enea Bastianini (Honda)                | Francesco Bagnaia (Mahindra)      | Fabio Quartararo (Honda)             | Enea Bastianini (Honda)                   |                |
| 80     | 2015    | Le Mans          | Moto2              | Thomas Lüthi (Kalex)                      | Esteve Rabat (Kalex)                   | Johann Zarco (Kalex)              | Álex Rins (Kalex)                    | Thomas Lüthi (Kalex)                      |                |
| 80     | 2015    | Le Mans          | MotoGP             | Jorge Lorenzo (Yamaha)                    | Valentino Rossi (Yamaha)               | Andrea Dovizioso (Ducati)         | Marc Márquez (Honda)                 | Valentino Rossi (Yamaha)                  |                |
|        |         |                  |                    |                                           |                                        |                                   |                                      |                                           |                |
| 81     | 2016    | Le Mans          | Moto3              | Brad Binder (KTM)                         | Romano Fenati (KTM)                    | Jorge Navarro (Honda)             | Niccolò Antonelli (Honda)            | Arón Canet (Honda)                        |                |
| 81     | 2016    | Le Mans          | Moto2              | Álex Rins (Kalex)                         | Simone Corsi (Speed Up)                | Thomas Lüthi (Kalex)              | Thomas Lüthi (Kalex)                 | Álex Rins (Kalex)                         |                |
| 81     | 2016    | Le Mans          | MotoGP             | Jorge Lorenzo (Yamaha)                    | Valentino Rossi (Yamaha)               | Maverick Viñales (Suzuki)         | Jorge Lorenzo (Yamaha)               | Valentino Rossi (Yamaha)                  |                |
|        |         |                  |                    |                                           |                                        |                                   |                                      |                                           |                |
| 82     | 2017    | Le Mans          | Moto3              | Joan Mir (Honda)                          | Arón Canet (Honda)                     | Fabio Di Giannantonio (Honda)     | Jorge Martín (Honda)                 | Joan Mir (Honda)                          |                |
| 82     | 2017    | Le Mans          | Moto2              | Franco Morbidelli (Kalex)                 | Francesco Bagnaia (Kalex)              | Thomas Lüthi (Kalex)              | Thomas Lüthi (Kalex)                 | Franco Morbidelli (Kalex)                 |                |
| 82     | 2017    | Le Mans          | MotoGP             | Maverick Viñales (Yamaha)                 | Johann Zarco (Yamaha)                  | Dani Pedrosa (Honda)              | Maverick Viñales (Yamaha)            | Maverick Viñales (Yamaha)                 |                |
|        |         |                  |                    |                                           |                                        |                                   |                                      |                                           |                |
| 83     | 2018    | Le Mans          | Moto3              | Albert Arenas (KTM)                       | Andrea Migno (KTM)                     | Marcos Ramírez (KTM)              | Jorge Martín (Honda)                 | Jorge Martín (Honda)                      |                |
| 83     | 2018    | Le Mans          | Moto2              | Francesco Bagnaia (Kalex)                 | Álex Márquez (Kalex)                   | Joan Mir (Kalex)                  | Francesco Bagnaia (Kalex)            | Lorenzo Baldassarri (Kalex)               |                |
| 83     | 2018    | Le Mans          | MotoGP             | Marc Márquez (Honda)                      | Danilo Petrucci (Ducati)               | Valentino Rossi (Yamaha)          | Johann Zarco (Yamaha)                | Marc Márquez (Honda)                      |                |
|        |         |                  |                    |                                           |                                        |                                   |                                      |                                           |                |
| 84     | 2019    | Le Mans          | Moto3              | John McPhee (Honda)                       | Lorenzo Dalla Porta (Honda)            | Arón Canet (KTM)                  | John McPhee (Honda)                  | Jaume Masiá (KTM)                         |                |
| 84     | 2019    | Le Mans          | Moto2              | Álex Márquez (Kalex)                      | Jorge Navarro (Speed Up)               | Augusto Fernández (Kalex)         | Jorge Navarro (Speed Up)             | Jorge Navarro (Speed Up)                  |                |
| 84     | 2019    | Le Mans          | MotoGP             | Marc Márquez (Honda)                      | Andrea Dovizioso (Ducati)              | Danilo Petrucci (Ducati)          | Marc Márquez (Honda)                 | Fabio Quartararo (Yamaha)                 |                |
|        |         |                  |                    |                                           |                                        |                                   |                                      |                                           |                |
| 85     | 2020    | Le Mans          | MotoE              | Jordi Torres (Energica)                   | Mike Di Meglio (Energica)              | Niki Tuuli (Energica)             | Jordi Torres (Energica)              | Niki Tuuli (Energica)                     |                |
| 85     | 2020    | Le Mans          | MotoE              | Niki Tuuli (Energica)                     | Mike Di Meglio (Energica)              | Joshua Hook (Energica)            | Jordi Torres (Energica)              | Niki Tuuli (Energica)                     |                |
| 85     | 2020    | Le Mans          | Moto3              | Celestino Vietti (KTM)                    | Tony Arbolino (Honda)                  | Albert Arenas (KTM)               | Jaume Masiá (Honda)                  | Celestino Vietti (KTM)                    |                |
| 85     | 2020    | Le Mans          | Moto2              | Sam Lowes (Kalex)                         | Remy Gardner (Kalex)                   | Marco Bezzecchi (Kalex)           | Joe Roberts (Kalex)                  | Augusto Fernández (Kalex)                 |                |
| 85     | 2020    | Le Mans          | MotoGP             | Danilo Petrucci (Ducati)                  | Álex Márquez (Honda)                   | Pol Espargaró (KTM)               | Fabio Quartararo (Yamaha)            | Johann Zarco (Ducati)                     |                |
|        |         |                  |                    |                                           |                                        |                                   |                                      |                                           |                |
| 86     | 2021    | Le Mans          | MotoE              | Eric Granado (Energica)                   | Mattia Casadei (Energica)              | Alessandro Zaccone (Energica)     | Eric Granado (Energica)              | Matteo Ferrari (Energica)                 |                |
| 86     | 2021    | Le Mans          | Moto3              | Sergio García (GasGas)                    | Filip Salač (Honda)                    | Riccardo Rossi (KTM)              | Andrea Migno (Honda)                 | Riccardo Rossi (KTM)                      |                |
| 86     | 2021    | Le Mans          | Moto2              | Raúl Fernández (Kalex)                    | Remy Gardner (Kalex)                   | Marco Bezzecchi (Kalex)           | Raúl Fernández (Kalex)               | Remy Gardner (Kalex)                      |                |
| 86     | 2021    | Le Mans          | MotoGP             | Jack Miller (Ducati)                      | Johann Zarco (Ducati)                  | Fabio Quartararo (Yamaha)         | Fabio Quartararo (Yamaha)            | Fabio Quartararo (Yamaha)                 |                |
|        |         |                  |                    |                                           |                                        |                                   |                                      |                                           |                |
| 87     | 2022    | Le Mans          | MotoE              | Mattia Casadei (Energica)                 | Dominique Aegerter (Energica)          | Hikari Okubo (Energica)           | Mattia Casadei (Energica)            | Mattia Casadei (Energica)                 |                |
| 87     | 2022    | Le Mans          | MotoE              | Dominique Aegerter (Energica)             | Mattia Casadei (Energica)              | Niccolò Canepa (Energica)         | Mattia Casadei (Energica)            | Andrea Mantovani (Energica)               |                |
| 87     | 2022    | Le Mans          | Moto3              | Jaume Masiá (KTM)                         | Ayumu Sasaki (Husqvarna)               | Izan Guevara (GasGas)             | Dennis Foggia (Honda)                | Izan Guevara (GasGas)                     |                |
| 87     | 2022    | Le Mans          | Moto2              | Raúl Fernández (Kalex)                    | Arón Canet (Kalex)                     | Somkiat Chantra (Kalex)           | Pedro Acosta (Kalex)                 | Raúl Fernández (Kalex)                    |                |
| 87     | 2022    | Le Mans          | MotoGP             | Enea Bastianini (Ducati)                  | Jack Miller (Ducati)                   | Aleix Espargaró (Aprilia)         | Francesco Bagnaia (Ducati)           | Francesco Bagnaia (Ducati)                |                |
|        |         |                  |                    |                                           |                                        |                                   |                                      |                                           |                |
| 88     | 2023    | Le Mans          | MotoE              | Jordi Torres (Ducati)                     | Héctor Garzó (Ducati)                  | Randy Krummenacher (Ducati)       | Matteo Ferrari (Ducati)              | Matteo Ferrari (Ducati)                   |                |
| 88     | 2023    | Le Mans          | MotoE              | Matteo Ferrari (Ducati)                   | Jordi Torres (Ducati)                  | Héctor Garzó (Ducati)             | Matteo Ferrari (Ducati)              | Matteo Ferrari (Ducati)                   |                |
| 88     | 2023    | Le Mans          | Moto3              | Daniel Holgado (KTM)                      | Ayumu Sasaki (Husqvarna)               | Jaume Masiá (Honda)               | Ayumu Sasaki (Husqvarna)             | Ayumu Sasaki (Husqvarna)                  |                |
| 88     | 2023    | Le Mans          | Moto2              | Tony Arbolino (Kalex)                     | Filip Salač (Kalex)                    | Alonso López (Boscoscuro)         | Sam Lowes (Kalex)                    | Pedro Acosta (Kalex)                      |                |
| 88     | 2023    | Le Mans          | MotoGP             | Marco Bezzecchi (Ducati)                  | Jorge Martín (Ducati)                  | Johann Zarco (Ducati)             | Francesco Bagnaia (Ducati)           | Marco Bezzecchi (Ducati)                  |                |
|        |         |                  |                    |                                           |                                        |                                   |                                      |                                           |                |
| 89     | 2024    | Le Mans          | MotoE              | Nicholas Spinelli (Ducati)                | Kevin Zannoni (Ducati)                 | Mattia Casadei (Ducati)           | Héctor Garzó (Ducati)                | Héctor Garzó (Ducati)                     |                |
| 89     | 2024    | Le Mans          | MotoE              | Nicholas Spinelli (Ducati)                | Mattia Casadei (Ducati)                | Óscar Gutiérrez (Ducati)          | Héctor Garzó (Ducati)                | Nicholas Spinelli (Ducati)                |                |
| 89     | 2024    | Le Mans          | Moto3              | David Alonso (CFMoto)                     | Daniel Holgado (GasGas)                | Collin Veijer (Husqvarna)         | David Alonso (CFMoto)                | Joel Esteban (CFMoto)                     |                |
| 89     | 2024    | Le Mans          | Moto2              | Sergio García (Boscoscuro)                | Ai Ogura (Boscoscuro)                  | Alonso López (Boscoscuro)         | Arón Canet (Kalex)                   | Arón Canet (Kalex)                        |                |
| 89     | 2024    | Le Mans          | MotoGP             | Jorge Martín (Ducati)                     | Marc Márquez (Ducati)                  | Francesco Bagnaia (Ducati)        | Jorge Martín (Ducati)                | Enea Bastianini (Ducati)                  |                |
|        |         |                  |                    |                                           |                                        |                                   |                                      |                                           |                |
| 90     | 2025    | Le Mans          | MotoE              | Óscar Gutiérrez (Ducati)                  | Andrea Mantovani (Ducati)              | Alessandro Zaccone (Ducati)       | Alessandro Zaccone (Ducati)          | Andrea Mantovani (Ducati)                 |                |
| 90     | 2025    | Le Mans          | MotoE              | Mattia Casadei (Ducati)                   | Kevin Zannoni (Ducati)                 | Jordi Torres (Ducati)             | Alessandro Zaccone (Ducati)          | Mattia Casadei (Ducati)                   |                |
| 90     | 2025    | Le Mans          | Moto3              | José Antonio Rueda (KTM)                  | Joel Kelso (KTM)                       | David Muñoz (KTM)                 | Máximo Quiles (KTM)                  | Álvaro Carpe (KTM)                        |                |
| 90     | 2025    | Le Mans          | Moto2              | Manuel González (Kalex)                   | Barry Baltus (Kalex)                   | Arón Canet (Kalex)                | Manuel González (Kalex)              | Barry Baltus (Kalex)                      |                |
| 90     | 2025    | Le Mans          | MotoGP             | Johann Zarco (Honda)                      | Marc Márquez (Ducati)                  | Fermín Aldeguer (Ducati)          | Fabio Quartararo (Yamaha)            | Álex Márquez (Ducati)                     |                |